# Sozialgerichtsbarkeit

Gerichtsorganisation in Deutschland (Makroebene)

Die Sozialgerichtsbarkeit ist in Deutschland die in Angelegenheiten des Sozialrechts tätig werdende Gerichtsbarkeit. Die Sozialgerichtsbarkeit ist dreistufig aufgebaut. Die erste Instanz ist grundsätzlich das Sozialgericht (SG), Berufungs- und Beschwerdeinstanz das Landessozialgericht (LSG) in den jeweiligen Bundesländern und Revisions- sowie Rechtsbeschwerdeinstanz das Bundessozialgericht (BSG) mit Sitz in Kassel. Die Sozialgerichtsbarkeit ist von der Arbeitsgerichtsbarkeit und der Verwaltungsgerichtsbarkeit abzugrenzen. Die Abgrenzung erfolgt nach dem Rahmen der Zuständigkeit. Derzeit bestehen 68 Sozial-, 14 Landessozial- und ein Bundessozialgericht.
Sozialgerichtsbarkeit ist eine der fünf Gerichtsbarkeiten der Bundesrepublik Deutschland. Als solche stellt diese eigenständige Gerichtsbarkeit eine deutsche Besonderheit dar. Außerhalb Deutschlands ist der Rechtsweg in sozialrechtlichen Streitigkeiten unterschiedlich geregelt. So entscheidet etwa in Frankreich, Italien oder den Niederlanden die Ordentliche Gerichtsbarkeit über Akte der Sozialverwaltung, während dies in Österreich, Belgien oder Polen von den für die arbeitsrechtlichen Rechtsstreite zuständigen Fachgerichten übernommen wird. Wiederholt wird diskutiert, die Sozial- zusammen mit der Verwaltungs- und der Finanzgerichtsbarkeit zu einer öffentlich-rechtlichen Fachgerichtsbarkeit zusammenzuführen. Dieses Vorhaben ist jedoch verfassungsrechtlich bedenklich, sodass nach überwiegender Ansicht ein solcher Schritt nur nach vorheriger Grundgesetzänderung gangbar erscheint.
Das Verfahrensrecht der Sozialgerichtsbarkeit ist primär im Sozialgerichtsgesetz (SGG) geregelt. Ergänzend finden Vorschriften der Zivilprozessordnung, des Gerichtsverfassungsgesetzes und des Verwaltungszustellungsgesetzes Anwendung, sofern im SGG nichts Näheres bestimmt ist.

## Geschichte der Sozialgerichtsbarkeit
Die Sozialgerichtsbarkeit ist ein junger Zweig der deutschen Judikative. Sozialgerichte gibt es in der Bundesrepublik Deutschland erst seit 1954. Zuvor war die Streitschlichtung in sozialversicherungsrechtlichen Fragen eine Aufgabe, die im Wesentlichen in der Verwaltung selbst stattfand.
Im Zusammenhang mit der bismarckschen Sozialgesetzgebung, die 1883 die gesetzliche Kranken- und 1884 die Unfallversicherung einführte, entstand erstmals das Bedürfnis nach einer Einrichtung, die berufen war, über Streitfälle zwischen dem Versicherungsträger und den Versicherten zu entscheiden. Statt den Zugang zu den Gerichten zu eröffnen, sah das Unfallversicherungsgesetz von 1884 die Errichtung eines Schiedsgerichts vor, das organisatorisch den einzelnen Berufsgenossenschaften als Versicherungsträger zugeordnet war. Eine Unabhängigkeit, wie sie den Gerichten und Richtern gemäß Art. 97 Grundgesetz (GG) heute zukommt, war damit nicht gewährleistet. Das Schiedsgericht war dreifach besetzt: Vorsitzender war ein rechtskundiger Landesbeamter; ihm zur Seite standen je zwei Vertreter von Unternehmern und Arbeitnehmern. Diese Struktur findet sich dem Grunde nach noch heute bei der Besetzung der Spruchkörper der Sozialgerichte. Gegen Entscheidungen der Schiedsgerichte stand den Beteiligten der Rekurs zu, ein Rechtsmittel, über das das Reichsversicherungsamt entschied.
Mit der Reichsversicherungsordnung (RVO) wurde das Verfahren für Rechtsschutz in den Bereichen der Kranken-, Invaliden- und Unfallversicherung vereinheitlicht. Das System wurde 1927 auf den Bereich der Arbeitslosenversicherung ausgedehnt. Nicht einbezogen wurden allerdings die Sozialhilfe- und Fürsorgeangelegenheiten, da es sich bei ihnen nicht um Versicherungsleistungen handelte. Die RVO sah ein dreistufiges Rechtsschutzsystem vor, das freilich wiederum innerhalb der Verwaltung durchgeführt wurde: In erster Instanz entschieden danach die Spruchausschüsse bei den Versicherungsämtern, in zweiter Instanz die Spruchkammern der Oberversicherungsämter, und letztinstanzlich konnten die Spruchsenate der Landesversicherungsämter bzw. des Reichsversicherungsamtes angerufen werden. Eine Überprüfung dieser Entscheidung durch unabhängige Gerichte war nicht vorgesehen.
Nach dem Ende des Zweiten Weltkriegs blieb die grundsätzliche Rechtsschutzstruktur der Vorkriegszeit zunächst erhalten. Während in den drei westlichen Besatzungszonen für allgemeine verwaltungsgerichtliche Streitigkeiten bereits 1946 (allgemeine) Verwaltungsgerichte geschaffen wurden, verblieb die Streitschlichtung in Fragen der Sozialversicherung zunächst weiter im Bereich der Versicherungsträger bzw. der Exekutive, wobei die Aufgaben des Reichsversicherungsamtes von den Oberversicherungsämtern und den Landesversicherungsämtern übernommen wurden.
Mit dem Inkrafttreten des Grundgesetzes für die Bundesrepublik Deutschland 1949 zeichnete sich ab, dass eine Änderung dieser Strukturen in Zukunft unerlässlich war. Einerseits ordnete das Grundgesetz in Art. 20 GG ausdrücklich eine Trennung gesetzgebender, vollziehender und rechtsprechender Gewalt an, sodass die Doppelfunktion der Versicherungsämter, die bislang exekutive und judikative Aufgaben wahrnahmen, nicht dauerhaft Bestand haben konnte. In Art. 96 Abs. 1 GG a.F. sprach das Grundgesetz sodann ausdrücklich von der „Arbeits- und Sozialgerichtsbarkeit“ und machte damit deutlich, dass über Rechtsstreitigkeiten in sozialversicherungsrechtlichen Angelegenheiten künftig von Organen der Judikative zu entscheiden war.
Unklar war zunächst, ob die Arbeits- und Sozialgerichtsbarkeit einen einheitlichen Gerichtszweig darstellen sollte oder ob beide Bereiche institutionell zu trennen waren. In den politischen Diskussionen, die im Vorfeld der Umsetzung des vom Grundgesetz erteilten Arbeitsauftrags geführt wurden, vertraten vor allem Politiker der SPD die Forderung nach einer einheitlichen Gerichtsbarkeit für Arbeits- und Sozialversicherungsangelegenheiten. Mit der Verabschiedung des Sozialgerichtsgesetzes 1953 im Deutschen Bundestag setzte sich letztlich die gegenteilige Auffassung durch. Das SGG führte zur Gründung von Sozialgerichten, Landessozialgerichten und des Bundessozialgerichts.
In der DDR bestanden keine besonderen Sozialgerichte. Sozialrechtliche Verfahren wurden von den Beschwerdekommissionen für Sozialversicherung beim FDGB (§302 f. AGB) bzw. bei der Staatlichen Versicherung behandelt. Nach der Wende wurden 1992/93 durch die neuen Länder Landessozialgerichte und Sozialgerichte geschaffen.

## Zuständigkeit
Der Rechtsweg zur Sozialgerichtsbarkeit (somit die sachliche Zuständigkeit der Gerichte der Sozialgerichtsbarkeit) ist im § 51 des Gesetzes über die Sozialgerichtsbarkeit (SGG) abschließend (enumerativ) geregelt.
Der Rechtsweg zur Sozialgerichtsbarkeit ist demnach nicht identisch mit allen Rechtsmaterien des Sozialgesetzbuches bzw. des Sozialrechts; die Zuordnung ist vielmehr Ergebnis historischer und rechtspolitischer Zufälligkeiten. Für Streitigkeiten auf dem Gebiet des öffentlichen Rechts nicht-verfassungsrechtlicher Art, also auch für alle sozialrechtlichen Materien, die von § 51 SGG nicht erfasst werden, ist der Rechtsweg zur (allgemeinen) Verwaltungsgerichtsbarkeit eröffnet (§ 40 VwGO).
Die Rechtswegzuweisung der sozialhilferechtlichen Streitigkeiten im weiteren Sinn (SGB II, SGB XII, AsylbLG) an die Sozialgerichtsbarkeit in § 51 Abs. 1 Nr. 4a und 6a SGG ist erst zum 1. Januar 2005 erfolgt (bisher waren die Verwaltungsgerichte zuständig). Um die mit dieser Zuständigkeitsänderung verbundene (personelle und organisatorische) Überlastung der Sozialgerichte zu mildern, eröffnete das SGG den Ländern die Möglichkeit, befristet bis zum 31. Dezember 2008 die Sozialgerichtsbarkeit in Angelegenheiten der Sozialhilfe nach § 51 Abs. 1 Nr. 4a und 6a SGG durch „besondere Spruchkörper der Verwaltungsgerichte und Oberverwaltungsgerichte“ ausüben zu lassen (§ 1 Satz 2, §§ 50a bis 50d SGG). Von dieser Möglichkeit hatte allerdings nur das Bundesland Freie Hansestadt Bremen Gebrauch gemacht, das die Zuständigkeit für Angelegenheiten der Sozialhilfe sowie der Grundsicherung für Arbeitssuchende an das Verwaltungsgericht Bremen sowie dem Oberverwaltungsgericht Bremen übertrug.
Die immer wieder geführte Diskussion zur Zusammenlegung der Sozial- mit der Verwaltungsgerichtsbarkeit hat zu keinem abschließenden Ergebnis geführt. Der Bundestag hat über entsprechende Vorstöße des Bundesrates nicht entschieden.

## Spruchkörper

### Erste Instanz
Die Spruchkörper des Sozialgerichts (erste Instanz) heißen Kammern, die jeweils mit einem Berufsrichter und zwei ehrenamtlichen Richtern besetzt sind (§ 3 SGG). Die ehrenamtlichen Richter wirken an Urteilen (mit oder ohne mündliche Verhandlung) sowie an Beschlüssen, die in der mündlichen Verhandlung ergehen, mit. An Gerichtsbescheiden und an Beschlüssen außerhalb der mündlichen Verhandlung, also insbesondere an Entscheidungen im Verfahren des einstweiligen Rechtsschutzes, wirken sie dagegen nicht mit (§ 12 SGG).
Das SGG strebt eine Spezialisierung der Spruchkörper an. § 10 SGG schreibt vor, dass an Sozialgerichten Fachkammern für Angelegenheiten der Sozialversicherung, der Arbeitsförderung (einschließlich der übrigen Aufgaben der Bundesagentur für Arbeit), der Grundsicherung für Arbeitsuchende, der Sozialhilfe (und des Asylbewerberleistungsgesetzes), sowie des sozialen Entschädigungsrechts und des Schwerbehindertenrechts zu bilden sind. Zum Zweck einer weitergehenden Spezialisierung können für einzelne Zweige der Sozialversicherung auch besondere Kammern gebildet werden (§ 12 Abs. 2 Satz 2 SGG).

### Zweite und dritte Instanz
Die Spruchkörper des Landes- und des Bundessozialgerichts heißen Senate, die jeweils mit drei Berufsrichtern und zwei ehrenamtlichen Richtern besetzt sind. Diese werden ebenso bestimmt wie beim Sozialgericht.

### Ehrenamtliche Richter in der Sozialgerichtsbarkeit
Voraussetzung für eine Tätigkeit als ehrenamtlicher Richter in der Sozialgerichtsbarkeit ist gemäß § 16 Abs. 1 SGG die Vollendung des 25. Lebensjahres.
Aus welchen Kreisen die ehrenamtlichen Richter auszuwählen sind, ist abhängig von dem jeweiligen Rechtsgebiet. Einzelheiten hierzu regelt § 12 SGG. In Angelegenheiten der Sozialversicherung und der Bundesagentur für Arbeit wird je einer der ehrenamtlichen Richter aus dem Kreis der Arbeitgeber und einer aus dem der Versicherten, in Angelegenheiten des Vertragsarztrechts je einer aus den Kreisen der Krankenkassen und der Vertragsärzte und in Schwerbehinderten- und Versorgungssachen jeweils einer aus dem Kreis der behinderten Menschen und einer aus dem Kreis der „mit dem Recht der schwerbehinderten Menschen vertrauten Personen“ bestimmt. In den (2005 neu in die Zuständigkeit der Sozialgerichte gefallenen) Angelegenheiten der Sozialhilfe und des Asylbewerberleistungsrechts werden die ehrenamtlichen Richter wie in der Verwaltungsgerichtsbarkeit von den Landkreisen bestimmt.
Die ehrenamtlichen Richter werden nach dem Justizvergütungs- und -entschädigungsgesetz (JVEG) entschädigt. Ehrenamtliche Richter erhalten als Entschädigung Fahrtkostenersatz, Entschädigung für Aufwand, Ersatz für sonstige Aufwendungen, Entschädigung für Zeitversäumnis, Entschädigung für Nachteile bei der Haushaltsführung sowie Entschädigung für Verdienstausfall.
Der ehrenamtliche Richter wird meist für einen Zeitraum von drei Jahren berufen. Die Berufung erfolgt nach vorangegangener Bewerbung.

## Verfahrensgang in Hauptsacheverfahren
Das Verfahren vor den Gerichten der Sozialgerichtsbarkeit ist geprägt vom Amtsermittlungsgrundsatz (§ 103, § 106 SGG). Das Gericht hat den Sachverhalt, jedenfalls soweit er streitig ist, von Amts wegen zu erforschen. In der ersten Instanz schließt sich an die Klageerhebung in der Regel ein schriftliches Verfahren an, innerhalb dessen die vorbereitenden Ermittlungen stattfinden (Einholung von Gutachten, gelegentlich auch schon Zeugenvernehmungen). In diesem Verfahrensstadium wirken die ehrenamtlichen Richter nicht mit. Die Ermittlungen sollen so weit vorangetrieben werden, dass der Rechtsstreit in einer einzigen mündlichen Verhandlung erledigt werden kann. Die mündliche Verhandlung stellt den Regelfall dar; daneben kann der Rechtsstreit unter bestimmten Voraussetzungen aber auch durch schriftliche Entscheidungen oder Gerichtsbescheide ohne vorherige mündliche Verhandlung beendet werden. Abweichend zum Zivilprozess ist in der Sozialgerichtsbarkeit auch nicht der Grundsatz der formellen Wahrheit, sondern derjenige der materiellen Wahrheit verfahrensgestaltend. Jedoch existiert auch im sozialgerichtlichen Verfahren die objektive Beweislast. Weiterer Verfahrensgrundsatz der Sozialgerichtsbarkeit ist derjenige der Klägerfreundlichkeit. Neben grundsätzlicher Kostenfreiheit besteht beispielsweise kein Vertretungszwang. Bis zur Neufassung des § 92 SGG am 1. April 2008 war es auch, wiederum gegensätzlich zum Zivilprozess und auch zum Verwaltungsprozess, nicht erforderlich, einen bestimmten Antrag zu stellen.

### Regelfall: mündliche Verhandlung
In der mündlichen Verhandlung trägt in der Regel der Vorsitzende (SG) oder Berichterstatter (LSG und BSG) den ermittelten Sachverhalt nach Aktenlage vor; in geeigneten Fällen kann diese Aufgabe auch auf Rechtsreferendare übertragen werden. Danach wird die Sach- und Rechtslage mit den Beteiligten erörtert, gegebenenfalls erfolgt eine Beweisaufnahme durch Zeugenvernehmung, Befragung eines Sachverständigen (z. B. eines Gutachters in medizinischen Fragen) o. ä. Daraufhin stellen die Beteiligten ihre Anträge. Nach geheimer Beratung verkündet der Vorsitzende dann das Urteil (Stuhlurteil), das in den Grundzügen mündlich begründet wird. Das schriftliche Urteil wird danach abgesetzt; hierfür hat das Gericht maximal fünf Monate Zeit. Die Nichteinhaltung dieser Frist stellt einen Revisionsgrund dar.
In bestimmten Fällen werden in Hauptsacheverfahren vor der mündlichen Verhandlung oder statt ihrer Erörterungstermine durchgeführt. An ihnen nimmt auf Seiten des Gerichts nur der Vorsitzende teil. Sie dienen der Erörterung des Sachverhalts in komplizierten Verfahren. Dabei kann es inhaltlich um Sachverhaltsaufklärung durch Befragung der Beteiligten gehen. Häufig werden Erörterungstermine aber auch genutzt, um Klägern, die im schriftlichen Verfahren Schwierigkeiten haben, die Sach- und Rechtslage zu erkennen, diese zu erklären und ggf. das Verfahren gütlich zu beenden. Erörterungstermine können auch in Verfahren des einstweiligen Rechtsschutzes (§ 86b SGG) durchgeführt werden.

### Schriftliche Entscheidung
Das Gericht kann im Einverständnis der Beteiligten in voller Kammer- (SG) bzw. Senatsbesetzung (LSG) auch ohne mündliche Verhandlung entscheiden. Weiter kann, wenn ein Beteiligter nicht erscheint, auch eine Entscheidung nach Aktenlage ergehen, sofern er in der Ladung ausdrücklich auf diese Möglichkeit hingewiesen worden ist.

### Gerichtsbescheid
Schließlich besteht am Sozialgericht die Möglichkeit, den Rechtsstreit durch Gerichtsbescheid zu entscheiden; diese Entscheidung ergeht allein durch den Vorsitzenden. Der Gerichtsbescheid hat die Wirkung eines Urteils. In berufungsfähigen Sachen wird damit die Instanz beendet, in nicht berufungsfähigen Sachen kann jeder Beteiligte mündliche Verhandlung erzwingen.

### Besondere Möglichkeiten der Verfahrensbeendigung
Als Besonderheit gegenüber Verfahren der anderen Gerichtszweige ist zu nennen, dass der dem Personenkreis des § 183 SGG zuzurechnende Kläger (z. B. Sozialversicherter, Leistungsempfänger) jederzeit ohne Sanktion, d. h. insbesondere ohne Kostenfolge die Klage zurücknehmen kann. Nach einer Klagerücknahme muss ein solcher Kläger also weder Gerichtskosten noch die außergerichtlichen Kosten der Gegenseite übernehmen. Die Sozialgerichtsbarkeit kennt keine Versäumnisurteile. Durch Annahme eines Anerkenntnisses durch den Kläger kann auch ein Verfahren beendigt werden (§ 101 II SGG). Es kann auch Anerkenntnisurteile, geben, sofern der Kläger ein Anerkenntnis nicht annimmt. In Berlin, Bremen, Hamburg, Hessen, Mecklenburg-Vorpommern, Nordrhein-Westfalen, Niedersachsen, Rheinland-Pfalz, Saarland, Sachsen-Anhalt, Sachsen und Schleswig-Holstein besteht die Möglichkeit zur Einigung im Rahmen der sozialgerichtsinternen Mediation. Diese Angebote wurden in das Güterichtermodell überführt, welches über § 202 SGG auch in der Sozialgerichtsbarkeit gilt.

### Sachverständige
Da es in den vor den Gerichten der Sozialgerichtsbarkeit verhandelten Verfahren häufig um medizinische Sachverhalte geht, hat jeder Kläger das Recht, einen beliebigen approbierten Arzt zu benennen, der gutachterlich gehört werden muss (§ 109 SGG). Im Hinblick auf die Überzeugungskraft ist ein Arzt mit Erfahrung als gerichtlicher Sachverständiger in vielen Fällen von Vorteil. Der Arzt wird direkt vom Gericht mit der Erstellung eines sozialmedizinischen Gutachtens beauftragt. Üblicherweise umfasst dieses eine ambulante körperliche Untersuchung. Die Beauftragung kann von einem vom Kläger (oder seiner Rechtsschutzversicherung) zu leistenden Kostenvorschuss abhängig machen, der nur dann wieder zurückgezahlt wird, wenn das so eingeholte Gutachten zur Aufklärung des Sachverhalts beigetragen hat.

### Rechtsmittel
Als Rechtsmittel stehen Berufung und Revision zur Verfügung. Als Berufungsgerichte fungieren die Landessozialgerichte, als Revisionsgericht das Bundessozialgericht.

## Sonderfälle
Mehrere Länder können gemäß § 28 Abs. 2 SGG ein gemeinsames Landessozialgericht einrichten. Dies ist derzeit für die Länder Niedersachsen und Bremen sowie für die Länder Berlin und Brandenburg der Fall.